# Významní žáci a učitelé Arcibiskupského gymnázia v Kroměříži

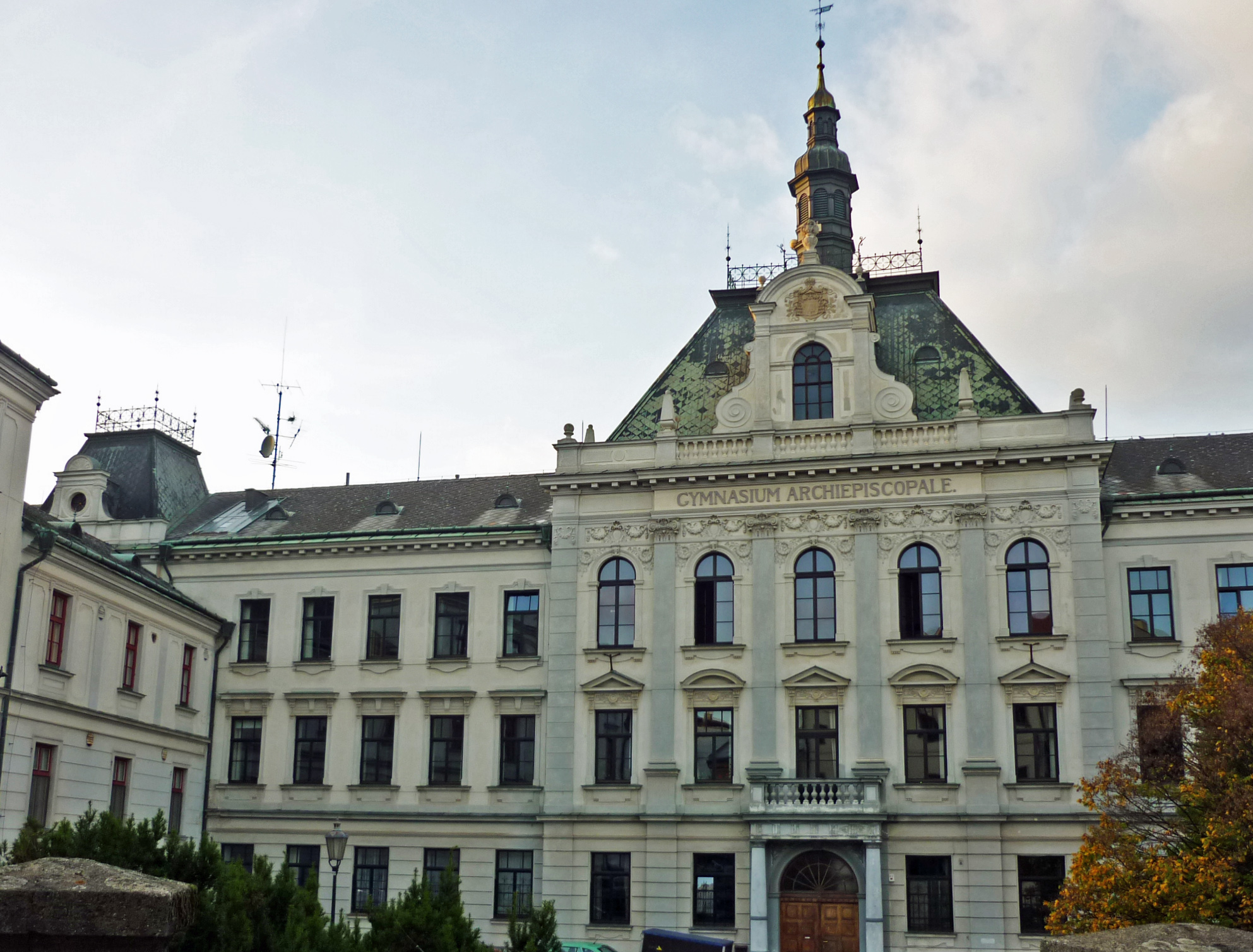
Hlavní vchod do Arcibiskupského gymnázia

Arcibiskupské gymnázium v Kroměříži je vzdělávací ústav (gymnázium) olomoucké arcidiecéze. Nejprve bylo určeno pouze pro vzdělávání a přípravu kněží, později se stalo přístupné i širší veřejnosti. Studovali na něm (či učili) významní teologové, kněží i politici.
Mezi absolventy gymnázia je mimo jiné sedm katolických biskupů (z toho dva arcibiskupové olomoučtí a jeden kardinál), jeden pravoslavný biskup (který je zároveň pravoslavnými považován za svatého), jeden premiér Československa
 a jeden starokatolický biskup.

## Významní žáci

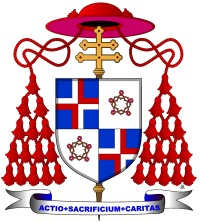
Erb kardinála Trochty

- František Adamec (1922-2011), kněz[3]
- František Botek (1864-1918), kněz a teolog, sekretář arcibiskupa Kohna
- Eliška Bučková (1989), Česká miss 2008
- Rudolf Col (1902–1964), kněz, biblista, profesor teologické fakulty v Olomouci
- Karel Dostál-Lutinov (1871-1923), kněz a spisovatel, vůdčí osobnost katolické moderny
- František Dvorník (1893-1975), kněz a historik
- Vítězslav Gardavský (1923-1978), filosof
- František Gogela (1854-1922), kněz a botanik, sloužil na faře v Rajnochovicích, kde má umístěnou pamětní desku
- František Hála (1893-1952), kněz a politik
- Josef Hlouch (1902-1972), biskup českobudějovický
- Ludvík Holain (1843-1916), kněz a hudebník
- Norbert Jan Nepomucký Klein (1866-1933), biskup brněnský a velmistr řádu německých rytířů
- Oldřich Králík (1907-1975), literární historik
- Antonín Kleveta (1904–1969), kněz a teolog, odborník na biblické vědy a církevní právo
- Jaroslav Kníchal (* 1976), vikář vojenského vikariátu a hlavní kaplan Armády ČR
- Josef Konšel (1875-1958), lesnický inženýr, ředitel statků arcibiskupství olomouckého
- Josef Macůrek (1901-1992), historik a slavista
- Josef Matocha (1888-1961), arcibiskup olomoucký a metropolita moravský
- Oldřich Med (1914-1991), salesiánský kněz a spisovatel
- Ignác Medek (1872–1953) katolický duchovní, vojenský kaplan
- Josef Moštěk (1913–1986), kněz a politický vězeň
- Josef Olejník (1914-2009), kněz a hudebník
- Matěj Pavlík (sv. Gorazd II., 1879-1942), pravoslavný biskup zavražděný nacisty, pravoslavnými považovaný za svatého
- František Pala, (1887-1964), hudební vědec
- František Pevný (1921-2021), jezuita
- Erich Pepřík (1922–2017), kněz letech 1989 až 1998 generální vikář olomoucké arcidiecéze
- Emil Pluhař (1913–2004), kněz, teolog
- Stanislav Polčák (* 1980), politik
- Vincenc Pořízka (1905-1982), orientalista
- Stanislav Sahánek (1883–1942), český vysokoškolský učitel a germanista
- Josef Schinzel (1869-1944), pomocný biskup olomoucký
- Karel Skočovský (* 1980), psycholog a teolog
- Aloys Skoumal (1904-1988), překladatel a anglista
- Alois Spisar (1874–1955), kněz a náboženský spisovatel
- Pavel Stuška, (* 1979) rektor olomouckého kněžského semináře
- Pavel Benedikt Stránský (* 1978), starokatolický biskup
- Vincenc Šalša (1916-1995)), římskokatolický kněz, arcibiskupský rada, kněz jubilár a politický vězeň
- Jan Šrámek (1870-1956), kněz a politik, zakladatel strany lidové a předseda londýnské exilové vlády
- Vojtěch Tkadlčík (1915-1997), kněz, teolog a slavista, kancléř olomouckého arcibiskupství a děkan CMTF UP
- Štěpán kardinál Trochta (1905-1974), biskup litoměřický (studium musel přerušit, dokončil je v Turíně)
- František Vaňák (1916-1991), arcibiskup olomoucký a metropolita moravský
- Josef Veselý (1929-2010), kněz a básník
- Josef Vrana (1905-1987), biskup a ap. administrátor olomoucký
- Julius Vychodil (1862-1938), kněz, řeholník, filosof a překladatel
- Metoděj Zemek (1915-1996), kněz, teolog a historik
- Bohumil Zlámal (1904-1984), kněz, teolog a historik

## Významní učitelé

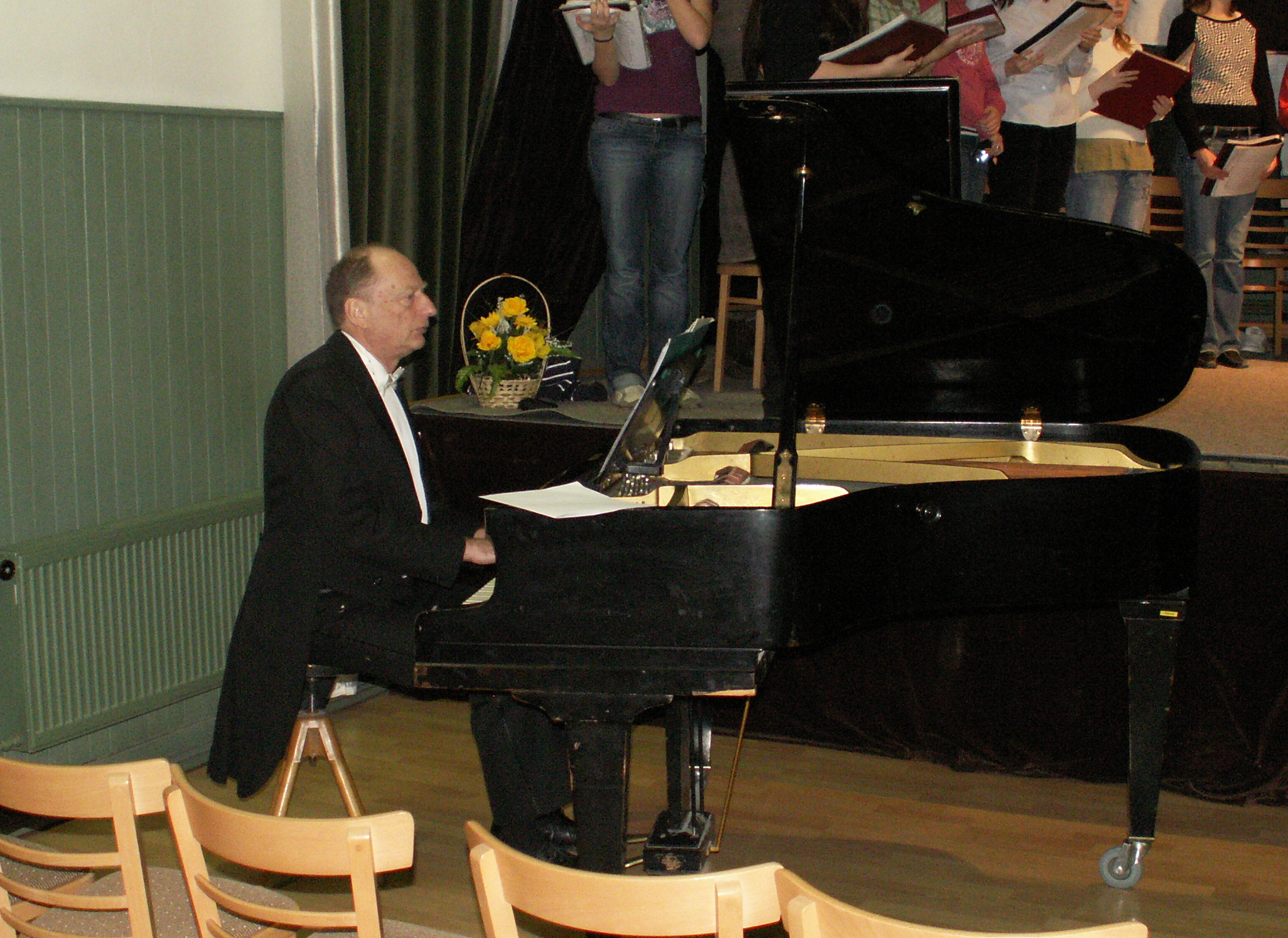
František Macek na zkoušce Sboru AVE.

- František Adamec (1922–2011), kněz[3]
- Msgre. Antonín Breitenbacher (1874-1937), historik a archivář olomoucké arcidiecéze
- Msgre. František Cinek (1888-1966), teolog, dvojnásobný děkan teologické fakulty v Olomouci
- Arnošt Červinka (* 1939), moravský kněz, historik a spisovatel, kanovník kroměřížské kapituly
- Ludvík Holain (1843-1916), kněz a hudebník
- Filip Macek (* 1972), hudebník
- František Macek (* 1946), hudebník
- František Němec (1911–1945), kněz, teolog a literární vědec[4][5][6]
- Vincenc Pořízka (1905-1982), orientalista
- Jan Szkandera (* 1970), farář v Kravařích, bývalý spirituál kněžského semináře v Olomouci[7]
- Michaela Šojdrová (* 1963), politička
- Josef Vašica (1884-1968), kněz a filolog
- Josef Vrana (1905-1987), biskup a ap. administrátor olomoucký
- Rudolf Zuber (1912-1995), církevní historik a germanista,